# اسکیتونمین
اسکیتونمین (به انگلیسی: Scytonemin) با فرمول شیمیایی C36H20N2O4 یک ترکیب شیمیایی با شناسه پاب‌کم 90495 است. که جرم مولی آن ۵۴۴٫۶ گرم بر مول می‌باشد. شکل ظاهری این ترکیب، جامد قهوه‌ای است.